# Battlefield V
Battlefield V è uno sparatutto in prima persona, sviluppato da Digital Illusions Creative Entertainment (DICE) e pubblicato da Electronic Arts. È il sedicesimo capitolo della serie Battlefield. Il gioco è uscito per Microsoft Windows, PlayStation 4 e Xbox One il 20 novembre 2018. Il gioco continuerà il filone storico del suo precursore Battlefield 1, concentrandosi e basandosi sulle ambientazioni e vicende della seconda guerra mondiale.
Il 23 aprile 2020 è stato dichiarato che DICE, dopo un aggiornamento di giugno, non aggiungerà più contenuti a Battlefield V, ma continuerà solo a fornire aggiornamenti minori.

## La campagna
La campagna di Battlefield V, denominata "Storie di guerra", utilizza lo stesso sistema di Battlefield 1. Il giocatore non giocherà una campagna lineare con un singolo personaggio, come nei titoli precedenti della saga, ma una moltitudine di personaggi di fazioni diverse.
La campagna è composta da quattro storie: "Nordlys", che si svolge dal punto di vista di una combattente della resistenza norvegese che prende parte al sabotaggio del programma nucleare tedesco, "Tirailleur", che racconta la storia di un tiratore senegalese durante l'operazione Dragoon, "Under No Flag", che mette il giocatore nei panni di Billy Bridger, un ladro di banche e un esperto di esplosivi arruolato nel servizio speciale per prendere parte all'operazione Albumen, "The Last Tiger", campagna rilasciata in un secondo momento il 5 dicembre 2018, che racconta le lotte di un equipaggio tedesco di carri armati Tiger I durante la Ruhr Pocket negli ultimi giorni della guerra.

## Multigiocatore
Una delle modifiche più consistenti è la rimozione del servizio di Premium Pass, servizio a pagamento disponibile fin da Battlefield 3. Questa scelta da parte degli sviluppatori è stata dovuta alle continue lamentele dei giocatori riguardante questo servizio. Anche le squadre vengono modificate, passando da 5 a 4 giocatori, come era fino a Battlefield 3.

### Classi
Le classi sono le stesse presenti dei titoli precedenti, con piccole differenze nello stile di gioco delle stesse:
- Assalto: I soldati in prima linea usano fucili d'assalto o fucili semiautomatici: i primi adatti a scontri dalla ridotta alla media distanza, i secondi dalla media alla lunga, dispongono inoltre di armi e mine anticarro.

- Medico: Truppe con mitragliette adatte allo scontro ravvicinato che possono rianimare rapidamente e curare i propri alleati, oltre che a lanciare granate fumogene e usare esplosivi leggeri.

- Supporto: Soldati armati di mitragliatrici leggere; con grandi caricatori utili per il fuoco di soppressione da qualsiasi distanza. Forniscono munizioni, possono riparare veicoli e, all'occorrenza, usare armi anticarro.
- Scout: I tiratori scelti utilizzano fucili di precisione principalmente bolt-action, colpiscono naturalmente dalla lunga distanza con grande precisione e possono disporre di razzi segnalatori in grado rilevare nemici sulla mappa.

### Mappe
Le ambientazioni di Battlefield V sono state suddivise in base ai ''Teatri'' dei Venti di Guerra:
È possibile giocare in mappe ambientate durante le battaglie dell'Invasione tedesca del Belgio,e dell'Invasione tedesca dei Paesi Bassi, mappe di ambientazione francese e una ambientata in Germania (Operations Underground). Con l'aggiornamento 5.0 di fine ottobre è ora possibile giocare la Guerra del Pacifico con quattro mappe, tra cui una ambientata durante la famosa Battaglia di Iwo Jima.

### Battle royale (Firestorm)
Oltre alla modalità multigiocatore, per la prima volta nella storia di Battlefield è stata anche aggiunta una modalità battle royale soprannominata "Tempesta di fuoco". Come nei più comuni videogiochi stile battle royale il giocatore si paracaduta da un aeroplano all'inizio della partita, senza alcun equipaggiamento, all'interno di una arena con l'obiettivo di rimanere l'ultimo in vita. All'interno dell'arena si potranno raccogliere diverse armi uguali a quelle usate in partite multigiocatore e altri oggetti come cure mediche o corazze. Sono oltretutto presenti anche diversi veicoli tra cui l'elicottero e un veicolo anfibio. La mappa sviluppata appositamente per questa modalità è la più grande mai creata dal team di Battlefield ed è ambientata in Norvegia, prendendo il nome dalla parola norvegese "Halvøy" che significa penisola.

## Sviluppo
DICE ha svelato i primi dettagli su Battlefield V il 23 maggio 2018, con ulteriori informazioni svelate durante la conferenza stampa di EA Games all'E3 2018 a giugno. DICE ha dichiarato che, a differenza di Battlefield 1, non prevede di utilizzare contenuti scaricabili a pagamento; nuovi contenuti saranno aggiunti al gioco per tutti i giocatori nel corso del tempo (che, a sua volta, progredirà attraverso le diverse fasi della Seconda Guerra Mondiale), senza costi aggiuntivi. La decisione di escludere queste caratteristiche è stata presa dopo l'indignazione dei giocatori che si era scatenata sul sistema di bottino in Star Wars Battlefront II, un altro titolo EA DICE. Dal 4 settembre è stata rilasciata una prima beta esclusiva per alcuni giocatori, per poi il 6 settembre 2018 lanciare la prima release beta aperta al pubblico. Il gioco è stato originariamente programmato di essere distribuito il 19 ottobre, ma è stato posticipato al 20 novembre per consentire agli sviluppatori di "apportare alcune modifiche finali al gameplay principale".

## Accoglienza
Secondo Metacritic, Battlefield V ha ricevuto recensioni "generalmente favorevoli" per le versioni PC e Xbox One e recensioni "miste o medie" per la versione per PlayStation 4.
| Data             | Premio                 | Categoria        | Risultato | Fonte  |
| ---------------- | ---------------------- | ---------------- | --------- | ------ |
| 16 novembre 2018 | Golden Joystick Awards | Gioco più atteso | Candidato | [ 13 ] |